# Rhabdochona marina
Rhabdochona marina is een rondwormensoort uit de familie van de Rhabdochonidae. De wetenschappelijke naam van de soort is voor het eerst geldig gepubliceerd in 1999 door Lakshmi & Sudha.